# Persone di nome Lina
| Questa pagina contiene informazioni ricavate automaticamente dalle voci biografiche con l'ausilio del template Bio e di un bot. L'aggiornamento è periodico e automatico e ricostruisce completamente la pagina. Se manca una persona in questa lista, sei pregato di non aggiungerla, ma accertati piuttosto che la sua voce biografica contenga il template Bio e che i dati anagrafici siano correttamente compilati. Se il template Bio manca, inseriscilo tu stesso o, in alternativa, metti l'avviso {{tmp\|Bio}} che ne segnala la mancanza. Se i dati riportati sono sbagliati, correggi direttamente la voce biografica; le modifiche saranno visibili in questa lista entro pochi giorni. Per chiarimenti vedi il progetto antroponimi. La lista contiene solo le 80 persone che sono citate nell'enciclopedia e per le quali è stato implementato correttamente il template Bio. Pagina aggiornata al 6 giu 2025. |

Questa è una lista di persone presenti nell'enciclopedia che hanno il nome Lina, suddivise per attività principale.

## Altiste(1)
- Lina Banzi, altista, velocista e discobola italiana (Milano, n. 1906)

## Arbitri di calcio(1)
- Lina Lehtovaara, arbitro di calcio finlandese (Kokkola, n. 1981)

## Artiste(1)
- Lina Mangiacapre, artista, scrittrice e regista italiana (Sant'Antimo, n. 1946 - Napoli, † 2002)

## Attiviste(2)
- Lina Ben Mhenni, attivista, blogger e marciatrice tunisina (Tunisi, n. 1983 - Tunisi, † 2020)
- Lina Haag, attivista tedesca (Hagkling, n. 1907 - Monaco di Baviera, † 2012)

## Attrici(13)
- Lina Basquette, attrice e ballerina statunitense (San Mateo, n. 1907 - Wheeling, † 1994)
- Lina Bernardi, attrice italiana (Latina, n. 1938)
- Lina Carstens, attrice e doppiatrice tedesca (Wiesbaden, n. 1892 - Monaco di Baviera, † 1978)
- Lina Diligenti, attrice italiana (Torino, n. 1861 - Bologna, † 1910)
- Lina Esco, attrice e regista statunitense (Miami, n. 1985)
- Lina Leandersson, attrice svedese (Falun, n. 1995)
- Lina Marengo, attrice italiana (Roma, n. 1888 - Roma, † 1987)
- Lina Millefleurs, attrice italiana
- Lina Rabea Mohr, attrice e doppiatrice tedesca (Berlino, n. 1985)
- Lina Morgan, attrice spagnola (Madrid, n. 1937 - Madrid, † 2015)
- Lina Perned, attrice svedese (Helsingborg, n. 1973)
- Lina Polito, attrice italiana (Napoli, n. 1954)
- Lina Tartara Minora, attrice italiana (Sale, n. 1892 - Roma, † 1968)

## Biochimiche(1)
- Lina Stern, biochimica e fisiologa sovietica (Libau, n. 1878 - Mosca, † 1968)

## Calciatrici(5)
- Lina Gritti, calciatrice italiana (Mombretto, n. 1984)
- Lina Hurtig, calciatrice svedese (Avesta, n. 1995)
- Lina Magull, calciatrice tedesca (Dortmund, n. 1994)
- Lina Nilsson, ex calciatrice svedese (Ystad, n. 1987)
- Yang Lina, calciatrice cinese (Shanghai, n. 1994)

## Cantanti(5)
- Lina Chiusso, cantante italiana (Cavallino-Treporti, n. 1939 - † 2017)
- Lina Gennari, cantante e attrice italiana (Bologna, n. 1911 - Roma, † 1997)
- Lina Lancia, cantante italiana (Roma, n. 1932 - Santhià, † 2010)
- Lina Rafn, cantante danese (Copenaghen, n. 1976)
- Lina Savonà, cantante italiana (Siurgus Donigala, n. 1958)

## Cestiste(3)
- Lina Brazdeikytė, ex cestista e allenatrice di pallacanestro lituana (Kaunas, n. 1974)
- Lina Dambrauskaitė, ex cestista lituana (Kaunas, n. 1968)
- Lina Pikčiūtė, cestista lituana (Klaipėda, n. 1990)

## Costumiste(1)
- Lina Nerli Taviani, costumista italiana (Pisa, n. 1935)

## Critiche letterarie(1)
- Lina Bolzoni, critica letteraria e storica della letteratura italiana (Soresina, n. 1947)

## Educatrici(1)
- Lina Morgenstern, educatrice, scrittrice e pacifista tedesca (Breslavia, n. 1830 - Berlino, † 1909)

## Fondiste(1)
- Lina Andersson, ex fondista svedese (Gällivare, n. 1981)

## Fotografe(1)
- Lina Jonn, fotografa svedese (Stora Råby, n. 1861 - Hønefoss, † 1896)

## Fumettiste(1)
- Lina Buffolente, fumettista italiana (Vicenza, n. 1924 - Milano, † 2007)

## Giornaliste(6)
- Lina Agostini, giornalista e scrittrice italiana (Grosseto, n. 1939)
- Lina Attalah, giornalista e attivista egiziana (Il Cairo, n. 1982)
- Lina Gabrielli, giornalista, scrittrice e esperantista italiana (n. 1930 - Ascoli Piceno, † 2016)
- Lina Palmerini, giornalista e opinionista italiana (L'Aquila, n. 1965)
- Lina Sotis, giornalista e scrittrice italiana (Roma, n. 1944)
- Lina Waterfield, giornalista e scrittrice britannica (Saint-Germain-en-Laye, n. 1874 - Sandwich, † 1964)

## Giuriste(1)
- Lina Khan, giurista statunitense (Londra, n. 1989)

## Matematiche(1)
- Lina Mancini Proia, matematica e pedagogista italiana (Roma, n. 1913 - † 2002)

## Modelle(1)
- Lina Machola, modella israeliana (Haifa, n. 1992)

## Nuotatrici(1)
- Lina Kačiušytė, ex nuotatrice sovietica (Vilnius, n. 1963)

## Ostacoliste(1)
- Lina Nielsen, ostacolista e velocista britannica (Londra, n. 1996)

## Pallavoliste(1)
- Lina Alsmeier, pallavolista tedesca (Nordhorn, n. 2000)

## Pedagogiste(1)
- Lina Borgo Guenna, pedagogista italiana (Novi Ligure, n. 1869 - Asti, † 1932)

## Poetesse(3)
- Lina Galli, poetessa e scrittrice italiana (Parenzo, n. 1899 - Trieste, † 1993)
- Lina Kostenko, poetessa e scrittrice ucraina (Ržyščiv, n. 1930)
- Lina Schwarz, poetessa e traduttrice italiana (Verona, n. 1876 - Arcisate, † 1947)

## Politiche(3)
- Lina Cecchini, politica e partigiana italiana (Reggio Emilia, n. 1906 - Reggio Emilia, † 1997)
- Lina Gálvez Muñoz, politica e storica spagnola (Siviglia, n. 1969)
- Lina Merlin, politica e insegnante italiana (Pozzonovo, n. 1887 - Padova, † 1979)

## Registe teatrali(1)
- Lina Prosa, regista teatrale e drammaturga italiana (Calatafimi Segesta, n. 1951)

## Rugbiste a 15(1)
- Lina Queyroi, rugbista a 15 francese (Limoges, n. 2001)

## Sciatrici alpine(1)
- Lina Knific, ex sciatrice alpina slovena (n. 2002)

## Sciatrici freestyle(1)
- Lina Čerjazova, sciatrice freestyle uzbeka (Tashkent, n. 1968 - Novosibirsk, † 2019)

## Scrittrici(4)
- Lina Eckenstein, scrittrice canadese (n. 1857 - † 1931)
- Lina Pietravalle, scrittrice italiana (Fasano, n. 1887 - Napoli, † 1956)
- Lina Poletti, scrittrice italiana (Ravenna, n. 1885 - Sanremo, † 1971)
- Lina Wolff, scrittrice svedese (Lund, n. 1963)

## Scultrici(1)
- Lina Arianna Jenna, scultrice italiana (Venezia, n. 1886 - † 1945)

## Soprani(5)
- Lina Aimaro, soprano italiano (Torino, n. 1914 - Desenzano del Garda, † 2000)
- Lina Bruna Rasa, soprano italiano (Padova, n. 1907 - Cernusco sul Naviglio, † 1984)
- Lina Cavalieri, soprano e attrice italiana (Viterbo, n. 1874 - Firenze, † 1944)
- Lina Pagliughi, soprano statunitense (New York, n. 1907 - Gatteo, † 1980)
- Lina Pasini Vitale, soprano italiano (Roma, n. 1872 - Roma, † 1959)

## Tenniste(4)
- Lina Glushko, tennista israeliana (Modi'in-Maccabim-Re'ut, n. 2000)
- Lina Krasnoruckaja, ex tennista e telecronista sportiva russa (Obninsk, n. 1984)
- Lina Stančiūtė, ex tennista lituana (Vilnius, n. 1986)
- Lina Ǵorčeska, tennista macedone (Tetovo, n. 1994)

## Velociste(2)
- Lina Grinčikaitė, velocista lituana (Klaipėda, n. 1987)
- Lina Jacques-Sébastien, velocista francese (Créteil, n. 1985)

## Senza attività specificata(3)
- Lina Bo Bardi, architetta e designer italiana (Roma, n. 1914 - San Paolo, † 1992)
- Lina Heydrich, tedesca (Fehmarn, n. 1911 - Fehmarn, † 1985)
- Lina Medina, peruviana (Ticrapo, n. 1933)